# 선조어서사 송언신 밀찰첩
선조어서사 송언신 밀찰첩(宣祖御書賜宋言愼密札帖)은 대한민국 경기도 용인시, 경기도박물관에 있는 조선시대의 서간류이다.
1987년 12월 26일 대한민국의 보물 제941호 《선조어서사송언신밀찰첩(부)정조어제선조어서밀찰발외》(宣祖御書賜 宋言愼密札帖(附)正祖御製宣祖御 書密札跋外)로 지정되었다가, 2004년 5월 7일 대한민국의 보물 제941-1호《선조어서사송언신밀찰첩》(宣祖御書賜宋言愼密札帖)으로 지정번호 및 명칭이 변경되었다.

## 개요
조선시대 선조가 직접 써서 이조판서 등을 역임한 송언신(1542∼1612)에게 남모르게 보낸 서찰 7건이다. 송언신은 선조 10년(1577) 문과에 급제하고 여러 벼슬을 두루 거쳐 호조를 제외한 5조의 판서를 지냈다. 명종 때에는 불교를 배척하여 중 보우를 처형할 것을 건의하기도 했다.
서첩은 원래 길게 이어있던 종이를 옆으로 적당하게 잘라, 그 앞뒤에 따로 표지를 붙인 것이다. 정조가 이 서첩을 보고 나서 7건에 대한 내용해설을 곁들여 직접 발문을 지어내리고, 호조판서에게 명하여 원첩을 궤에 담아 송언신의 후손에게 되돌려주고 따로 한 부를 똑같이 써서 내각에 보관하도록 하였다. 이 어사첩은 이때 모사된 것이다.
『선조어서사송언신밀찰첩』은 선조가 의주로 피난하면서 왕의 자녀 3인을 찾아 보호해 달라는 내용과 그 공을 높이 사서 물품을 하사한다는 내용 등이 들어있으며, 크기는 가로 24.2cm, 세로 36.6cm이다.
『정조어제선조어서밀찰발』은 『선조어서밀찰』을 보고 소감을 적은 것으로 총 59줄을 6줄씩 총 10면으로 나누어 놓았다. 「만력십삼년십이월십팔일예조입안」은 송언신에게 자식이 없어 10촌형되는 사람에게서 자식을 입양하는 것을 만력 13년(선조 18년,1585) 2월 18일 예조에서 허락한다는 문서이다.
이 책을 통해 선조가 지방관리들을 통제하는 수완을 엿볼 수 있으며, 당시 조선의 국방, 군신간의 사신왕래와 선물교환, 가족제도 및 송언신의 가계 등을 알 수 있는 귀중한 역사적 자료가 된다.

## 같이 보기
- 송언신

## 참고 자료
- 선조어서사 송언신 밀찰첩 - 국가유산청 국가유산포털